# Sciades flavomaculatus
Sciades flavomaculatus là một loài bọ cánh cứng trong họ Cerambycidae.